# Dieter Klaußner
Dieter Klaußner (* 1. Juni 1938 in Karlsruhe) ist ein ehemaliger deutscher Fußballspieler, der als Spieler des Karlsruher SC in den Jahren 1963 bis 1965 in der Fußball-Bundesliga zu 15 Einsätzen gekommen ist.

## Laufbahn

### Karlsruher SC, 1948 bis 1965
Über die Jugend- und Amateurabteilung arbeitete sich der Defensivspieler Dieter Klaußner in die Vertragsspielermannschaft des Karlsruher SC in die Oberliga Süd hoch. Als Mitglied der KSC-Amateure kam er in der Runde 1957/58 am 4. Mai 1958 in Le Mans zu einem Einsatz in der deutschen Fußballnationalmannschaft der Amateure. An der Seite von Spielführer Herbert Schäfer konnte der Karlsruher Verteidiger aber die 2:4-Niederlage gegen Frankreich nicht verhindern. Seine drei ersten Spiele in der Oberliga Süd bestritt Klaußner in der Saison 1958/59 für Karlsruhe. Es folgten zwei weitere Jahre in der Amateurmannschaft, ehe er in der Saison 1961/62 unter Trainer Eduard Frühwirth mit 26 Einsätzen zum Stammverteidiger vor Torhüter Manfred Paul avancierte. Im letzten Jahr der Oberliga, 1962/63, war er mit seinen 16 Einsätzen am wichtigen fünften Platz des KSC für die Bundesliganominierung 1963/64 beteiligt. Verteidigerkollegen waren in dieser Runde im Wildpark Horst Saida und Gustav Witlatschil.
Trainer Kurt Sommerlatt nominierte Dieter Klaußner für das Premierenspiel der Fußball-Bundesliga am 24. August 1963 in Karlsruhe gegen den Meidericher SV. Die „Zebras“ aus der Wedau holten sich die zwei Punkte mit einem ungefährdeten 4:1-Erfolg und die KSC-Abwehr konnte die Angreifer Helmut Rahn, Werner Krämer und Heinz Versteeg fast nie unter Kontrolle bringen. Bis zum Ende der Runde 1964/65 kam Klaußner noch zu 14 weiteren Einsätzen in der Bundesliga und wechselte zur Runde 1965/66 in die Regionalliga Südwest, zu Phönix Bellheim.

### Phönix Bellheim, 1965 bis 1973
In Bellheim, im Landkreis Germersheim in Rheinland-Pfalz gelegen, absolvierte der Abwehrspieler aus Karlsruhe in vier Runden in der Regionalliga Südwest 93 Spiele mit elf Toren für Phönix. Bei zwei Abstiegen, 1967 und 1973, und beim Wiederaufstieg 1970/71 als Meister der 1. Amateurliga Südwest stand er im Team des Dorfvereines. Klaußner war ein athletischer, schuss- und zweikampfstarker Mannschaftsspieler.
Gemeinsam mit Rolf Kahn ging Klaußner 1965 den Weg aus Karlsruhe nach Bellheim, wo schon eine Runde zuvor mit Gerhard Helm und Horst Hotz zwei weitere Ex-KSC-Spieler beim Phönix-Team von Trainer Lothar Bechtel gelandet waren. Klaußner debütierte bei einer deprimierenden 2:7-Heimniederlage am 22. August 1965 gegen TuS Neuendorf bei Bellheim in der Regionalliga Südwest. Am Rundenende belegte sein neuer Verein den 12. Rang und hatte vor allem mit den 20:10 Heimpunkten den Klassenerhalt gesichert. Verletzungsbedingt hatte er nur 15 Ligaspiele (2 Tore) bestreiten können. In seiner zweiten Saison baute er seine Bilanz zwar auf 23 Rundeneinsätze mit fünf Toren aus, Bellheim stieg aber als 15. in die Amateurliga Südwest ab. Im zweiten Jahr in der 1. Amateurliga, 1968/69, gelang die Vizemeisterschaft und damit die Teilnahme am Wettbewerb um die deutsche Amateurmeisterschaft. Klaußner setzte sich mit seinen Mannschaftskameraden gegen den VfL Bad Oldesloe durch, scheiterte dann aber im Viertelfinale am FC Emmendingen. Im vierten Anlauf, 1970/71, glückte nach dem Meisterschaftsgewinn in der Aufstiegsrunde gegen die SpVgg Andernach und SV Fraulautern die Rückkehr in die Regionalliga Südwest. Zu Beginn der Hinrunde (10. September 1970) hatte man sich noch mit dem SV Alsenborn im Südwestpokal gemessen, aber hatte bei einer 0:5-Niederlage keine Chance gegen den bekanntesten „Dorfklub Deutschlands“. Als Regionalligarückkehrer gelang mit dem 14. Rang 1971/72 knapp der Klassenerhalt, Klaußner hatte dazu in 27 Ligaspielen mit drei Toren seinen Beitrag geleistet. In der Saison 1972/73 stieg er aber mit Bellheim als 16. aus der Regionalliga ab. Unter Trainer Erwin Scherm (bis 28. Februar 1973 im Amt) und an der Seite von Mitspielern wie Helmut Behr, Siegfried Merz und Kurt Schuschu war damit das Kapitel zweitklassige Regionalliga Südwest für den Abwehrstrategen beendet.